# Hornstein (Autriche)
Hornstein est une commune autrichienne du district d'Eisenstadt-Umgebung dans le Burgenland.